# فينس مندوزا
فينس مندوزا (بالإنجليزية: Vince Mendoza)‏ هو عازف جاز وملحن أمريكي، ولد في 17 نوفمبر 1961 في نوروولك في الولايات المتحدة.

## وصلات خارجية
- الموقع الرسمي
- فينس مندوزا على موقع IMDb (الإنجليزية)
- فينس مندوزا على موقع ميوزك برينز (الإنجليزية)
- فينس مندوزا على موقع أول ميوزيك (الإنجليزية)
- فينس مندوزا على موقع ديسكوغز (الإنجليزية)